# リーパ・テアティーナ
リーパ・テアティーナ（イタリア語: Ripa Teatina）は、イタリア共和国アブルッツォ州キエーティ県にある、人口約4,100人の基礎自治体（コムーネ）。

## 地理

### 位置・広がり

#### 隣接コムーネ
隣接するコムーネは以下の通り。
- ブッキアーニコ
- キエーティ
- フランカヴィッラ・アル・マーレ
- ミリアーニコ
- トッレヴェッキア・テアティーナ
- ヴィッラマーニャ

## 行政

### 分離集落
リーパ・テアティーナには、以下の分離集落（フラツィオーネ）がある。
- Alento Salvatore, Arenile, Arenile Foro, Casale, Castello, Cesare Augusto, Cianchino, Colletti, Feuccio, Feudo, Foro, Frantoio, Galliani, Giampaolo, Martelli, Quattro Strade, Rasiccio, Ricciuti, Rosario, Taccarelli, Tiboni, Trettornesi, Vallone

## 姉妹都市
- ブロックトン、アメリカ合衆国
- セクアルス、イタリア
- サン・バルトロメーオ・イン・ガルド、イタリア
- リベイラン・プレト、ブラジル